# Can Casalet
Can Casalet és un edifici situat al municipi d'Anglès, a la comarca catalana de la Selva, Catalunya. Aquesta obra està inclosa en l'Inventari del Patrimoni Arquitectònic de Catalunya.

## Descripció
Edifici aïllat de tres plantes i coberta de doble vessant a façana format per diversos cossos adossats i una petita granja en desús a la part posterior. La planta baixa conté dues portes. Una, principal i amb esglaons de pedra al nivell del sòl, està emmarcada de rajol i té una arcada rebaixada de doble filera de rajols com a llinda. L'altra, a la part dreta, té part dels muntants de pedra i part de rajols. La llinda també és feta de rajols en forma d'arc rebaixat.
El primer pis de l'edificació central i original té una finestra amb els muntants de pedra de Girona i llinda monolítica amb inscripció. L'ampit està format per rajols. Al lateral meridional hi ha una finestra de permòdols emmarcada de pedra sorrenca. El segon pis té una terrassa coberta formada per tres obertures emmarcades de rajols en forma d'arcades rebaixades amb pilars quadrangulars també de rajol. Sota aquestes finestres hi ha una senzilla estructura de barana no emergent feta toscament amb rajols.
Els angles del mas original són reforçats amb rocs més escairats.
A la vora de la façana encara es conserva, amb sòl de rajols quadrats i de mida petita, l'antiga era de batre.

## Història
A la llinda de la finestra del primer pis hi ha la inscripció següent:
SALVATOR PLANES
ME FEC(I)T 1636
Aquest mas, pròxim al mas de Can Planes, també d'Anglès, sembla que fou una masoveria d'aquest durant el segle xvii, encara que el nom de Casalet apareix en els fogatges de 1497 i 1553.